# Willibrordusput (Heiloo)

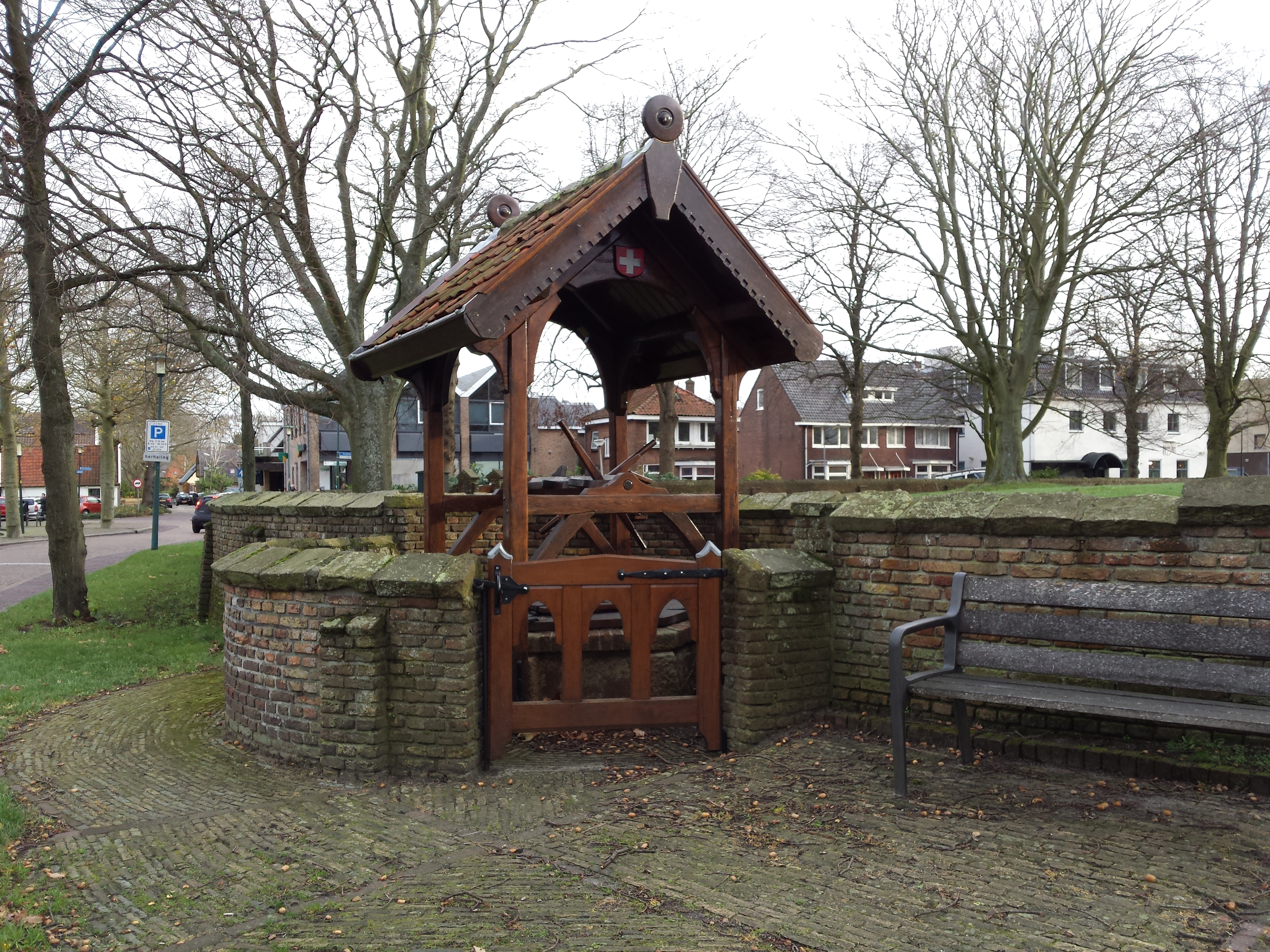
De Willibrordusput

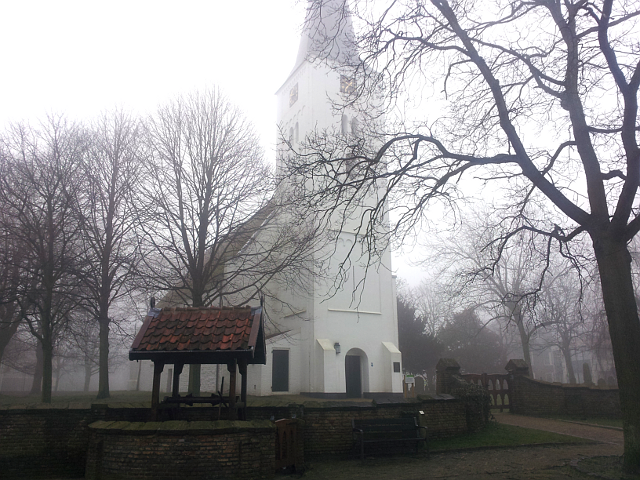
De Willibrordusput met de Witte Kerk in de mist

De Willibrordusput in Heiloo is een bron in de Nederlandse provincie Noord-Holland. De put ligt naast de Witte Kerk in de ommuring van het kerkhof aan de Heerenweg.
Aan het water van de Willibrordusput is in het volksgeloof een bijzondere kracht tegen ziekte toegeschreven en het geneeskrachtige water werd vooral uitwendig gebruikt waarbij dagelijks de litanie van Willibrordus diende te worden gelezen.
De Willibrordusput is naast de Adalbertusput en de Runxput een van de drie putjes rond Heiloo die verbonden zijn met de kerstening.

## Geschiedenis
Rond 720 zou volgende de legende Willibrord samen met zijn elf gezellen in de nederzetting van Heiloo aangekomen zijn en hij wilde hier zijn dorst lessen. Hij groef hier een kuil of greppel en die stroomde vol met water na gebeden te hebben tot God. Een ander verhaal spreekt over zijn staf die hij op de grond sloeg waardoor er een bron ontsprong op die plek. Hij zou vervolgens naast deze bron het eerste parochiekerkje gesticht hebben van het dorp. Na de dood van Willibrord in 739 zou er een persoonsverering (Willibrordverering ) ontstaan zijn.
Omstreeks het jaar 1000 was er bij Heiloo een mysterieuze put die werd genoemd in het mirakelboek uit de Sint-Donatianuskerk van Brugge. Deze bevond zich bij het dorp Oesdom en het betrof de zogenaamde Rorikesput.
In circa 1346 verhaalt Jan Beke in zijn Chronographia over getuigenissen van streekbewoners die aangeven dat er in territorio de Heylighelo een put van Willibrord bestond.
In een verslag uit onder andere 1656 zou verteld worden over hoe het water uit de put voor genezing zorgde voor zieken en koortsigen.
Aan het begin van de 19e eeuw was de verering van Willibrord nog verbonden met Maria. Zo bezochten in 1807 de bedevaarders eerst de Mariale 'Capel' en daarna de Willibrordusput. In de jaren 1830 kwam er een onderdrukking van Mariabedevaarten, maar dat had geen invloed op de Willibrordverering in Heiloo.

## Restauraties
In de 19e eeuw raakte de put in vergetelheid en verval. Naar ontwerp van Pierre Cuypers kreeg de oude put in 1881 een putstolp, neogotisch gietijzeren sierhek, pomp en spoelbak om het monument te herstellen. Daarbij werd een deel van de oude put vervangen.
In 1915 was de put opnieuw in verval geraakt.
In 1947 verwijderde men de overgebleven delen van de constructie die in 1880 was aangebracht en bouwde men een bakstenen verschansing, kraag, katrolconstructie, een vaste putdeksel en een houten afdak. De afsluiting die in 1950 aangebracht was om vervuiling te voorkomen, maakte het onmogelijk om water te putten uit de put.
In 2010 werd de put gerestaureerd.